# Raión de Oríjiv
Orijiv (en ucraniano: Оріхівський район) es un raión o distrito de Ucrania en el óblast de Zaporiyia. 
Comprende una superficie de 1590 km².
La capital es la ciudad de Orijiv.

## Demografía
Según estimación de 2010 contaba con una población total de 54.462 habitantes.

## Otros datos
El código KOATUU es 2323900000. El código postal 70500 y el prefijo telefónico +380 6141.